# Монтань-Нуар
Монтань-Нуар, Черные горы (фр. Montagne Noire) — горный хребет, расположенный на крайней юго-западной точке Центрального массива во Франции. Разделяет департаменты Тарн, Эро и Од.

## География
Северные склоны хребта покрыта лесами из дуба, пихты, бука и ели. Южный отрог делится на две природные зоны — Кабардес (фр.) и Минервуа (фр.). Склон более скуден растительностью, почва более сухая, растут каменные дубы, каштаны, оливы и гаррига. По этому склону несут свои воды большинство рек, расположенных в этом регионе.
Наиболее высокая точка — Пик-де-Нор (фр.), 1210 м.
Регион является охраняемой природной зоной, здесь расположен Природный региональный парк Верхнего Лангедока.